# Oljebergets fornborg
Oljebergets fornborg ligger i Hyltinge socken i Flens kommun. Fornborgen är 150 gånger 80 meter stor och ligger på en hög bergshöjd med branta stup i söder. I norr, öster och väster finns en stenvall, 10-15 meter bred och 1-2 meter hög. 